# 동원고등학교
동원고등학교(東園高等學校)는 대한민국 경상남도 통영시 광도면 죽림리에 있는 사립 고등학교이다.

## 학교 연혁
- 1928년 6월 18일 : 통영협성상업강습소 설립(협성회 교육부 중등과정)
- 1945년 9월 1일 : 통영협성농상학원으로 교명변경
- 1948년 6월 25일 : 통영상업중학교 제1회 수료식
- 1947년 2월 14일 : 통영협성농상학원 인수, 재단법인 송촌학당 설립, 통영상업중학교 개교(통영시 북신동), 초대 이종영 교장 취임
- 1948년 8월 14일 : 재단법인 송촌학당 및 통영상업초급중학교 3년제 6학급으로 인가(문교부 제201호), 초대 송경훤 이사장 취임
- 1948년 9월 1일 : 교사 이전(통영시 도남동 강산촌)
- 1949년 7월 5일 : 통영상업중학교 제1회 졸업식(3년제, 32명)
- 1950년 6월 1일 : 교육법 개정으로 통영상업초급중학교를 통영상업중학교로 교명 변경(4년제, 8학급)
- 1950년 11월 18일 : 군대주둔으로 통영 상중 교사를 통영시 동호동 가교사로 이전
- 1951년 8월 31일 : 교육법 개정으로 통영상업중학교를 통영용화중학교로 교명 변경함과 동시에 통영상업고등학교 분리(3년제)
- 1951년 9월 1일 : 통영용화중학교와 통영상업고등학교(1학년 2학급, 2학년 1학급) 통영시 도남동 강상촌 교사로 복귀
- 1952년 3월 23일 : 통영상업고등학교 설립인가(6학급 360명), 초대 이종영 교장 취임(중·고 겸임)
- 1952년 10월 22일 : 통영용화중학교와 통영상업고등학교 교사를 통영시 정량동 교사로 이전
- 1953년 3월 23일 : 통영상업고등학교 제1회 졸업식(65명)
- 1960년 1월 22일 : 신축 본관교사 준공
- 1964년 4월 24일 : 재단법인 송촌학당에서 학교법인 송촌학당으로 변경(10학급)
- 1998년 3월 1일 : 통영제일고등학교로 교명 변경
- 2000년 12월 30일 : 학교법인 동원송촌학당으로 변경 승인
- 2011년 6월 21일 : 통영제일고등학교에서 동원고등학교로 교명 변경 승인(2012.3.1 시행)
- 2012년 2월 14일 : 학교법인 동원송촌학당에서 학교법인 동원학당으로 변경인가
- 2012년 3월 1일 : 동원고등학교로 교명 변경
- 2012년 7월 15일 : 제1회 Bridge To America(BTA)국제영어캠프 개최(미국참가자 19명, 한국학생 60명, 워싱턴 한인회, WEG 주관, 2012~2016 총 4회 진행)
- 2012년 7월 20일 : 학사 이전(통영시 정량동 166번지(정량안길 33)에서 통영시 광도면 죽림리 산 377-1번지(광도면 용호로 12-29)로 이전)
- 2012년 7월 25일 : 보통과 10학급(남녀공학)으로 학과 개편(2013.3.1 시행)
- 2012년 9월 5일 : 신축학사 준공식
- 2013년 1월 16일 : 제1회 Bridge To America Ivy Vision Trip(BTA 아이비 비전트립)실시(WEG 후원, 2013~2016, 총 4회 진행)
- 2013년 3월 4일 : 동원고등학교 실내체육관 개관
- 2013년 3월 5일 : 생활관 동원성문학사 개관
- 2013년 12월 31일 : 제17회 전국 100대 교육과정 우수학교 지정
- 2016년 6월 17일 : 로타리클럽 국제교환학생 1회 수료(미국, 스위스, 벨기에, 프랑스 총 8명 외국학생 )
- 2017년 3월 1일 : 통영시 인재육성프로그램 거점학교 운영(2021~2021)
- 2017년 7월 15일 : 로타리클럽 국제교환학생  2회 수료(미국, 스페인 총 8명 외국학생)
- 2018년 12월 18일 : 고교학점제 연구선도학교 선정
- 2021년 3월 1일 : 자율학교 지정(2021.3.1~2024.2.28)
- 2023년 2월 7일 : 제71회 졸업식(졸업생 263명, 총 졸업생 수 18,467명)
- 2023년 3월 2일 : 2023학년도 신입생 입학(신입생 305명)
- 2023년 9월 1일 : 제12대 지창근 교장 취임

## 참고 자료
- 동원고등학교 - 한국교육학술정보원 학교알리미